# Anarpia
Anarpia is een geslacht van vlinders van de familie grasmotten (Crambidae), uit de onderfamilie Scopariinae.

## Soorten
- A. incertalis (Duponchel, 1832)
- A. iranella Zerny, 1939